# David Nuttall
David Taylor Nuttall (né le 25 mars 1962) est un homme politique britannique du Parti conservateur. Il est député de Bury North, de 2010 à 2017.

## Jeunesse
David Nuttall est né à Sheffield et fait ses études à l'Aston Comprehensive School de Rotherham. Il quitte l'école à 18 ans et devient cadre juridique stagiaire dans un cabinet d'avocats à Sheffield. Il obtient le titre de membre de l'Institute of Legal Executives et un diplôme en droit par correspondance de l'Université de Londres. Il est admis comme avocat en décembre 1990 et devient associé de son cabinet, devenant associé principal en 1998. Il devient notaire en novembre 1998.

## Carrière politique
Nuttall rejoint le Parti conservateur en 1980 et, après s'être présenté à un certain nombre d'élections de gouvernement local, est pendant quatre ans en tant que conseiller au conseil municipal de Rotherham pour le quartier de Broom et, plus tard, deux ans à représenter le quartier du Pays de Galles. Il se présente sans succès pour les circonscriptions parlementaires de Sheffield Hillsborough aux élections générales de 1997, Morecambe et Lunesdale aux élections générales de 2001 et Bury North aux élections générales de 2005.
Il se présente à nouveau pour le siège de Bury North aux élections de 2010 et réussit à renverser la majorité du parti travailliste David Chaytor, remportant une majorité de 2 243 voix (5,0 %). Il conserve le siège aux élections générales de 2015 avec une majorité réduite de 378 voix sur le conseiller local James Frith du Labour. Lors des élections générales de 2017, Nuttall perd le siège au profit de Frith avec une majorité de 4 375 voix pour les travaillistes.